# الفرقيطة المدرعة اليابانية كونغوو
«كونغوو» (باليابانية: 金剛) فرقيطة مدرعة يابانية. كانت «كونغوو» السفينة الرائدة من فئة كونغوو من الطراز المدرّع الحديدي الذي بُني للبحرية الإمبراطورية اليابانية في سبعينيات القرن 19 (عقد 1870)، حيث بُنيت معها من نفس الطراز وفي نفس الوقت الفرقيطة المدرعة الأخرى "هي ياي". وقد بنيت تلك الفئة في المملكة المتحدة لأن هذه السفن كان لا يمكن بناؤها بعد في اليابان نظرا لكبر حجمها. في عام 1878، خدمت كونغوو لفترة وجيزة مع الأسطول الصغير قبل أن تصبح سفينة تدريب في عام 1887، وبعد ذلك أبحرت في رحلات تدريبية إلى البحر الأبيض المتوسط وإلى البلدان المطلة على المحيط الهادئ. ثم عادت السفينة إلى الخدمة الفعلية خلال الحرب الصينية اليابانية الأولى من 1894-1895 حيث شاركت في معركة ويهايوي. استأنفت كونغوو مهامها التدريبية بعد الحرب، ولكنها لعبت أيضا دورا طفيفا في الحرب الروسية اليابانية في 1904-1905. أُعيد تصنيف السفينة كسفينة مسح في عام 1906 وتم بيعها للخردة في عام 1910.
لعبت الفرقيطة "هي ياي" والفرقيطة «كونغوو» دورا دبلوماسياً مهماً في العلاقات بين اليابان وتركيا، حين نقلا معاً 69 من الناجين من الفرقاطة العثمانية أرطغرل التي تحطمت على الساحل الياباني، إلى وطنهم في اسطنبول، بتركيا ، فوصلتا في 2 يناير 1891، واستقبل السلطان العثماني عبد الحميد الثاني ضباط السفينتين لشكرهم، ومنحهم الهدايا والنياشين.

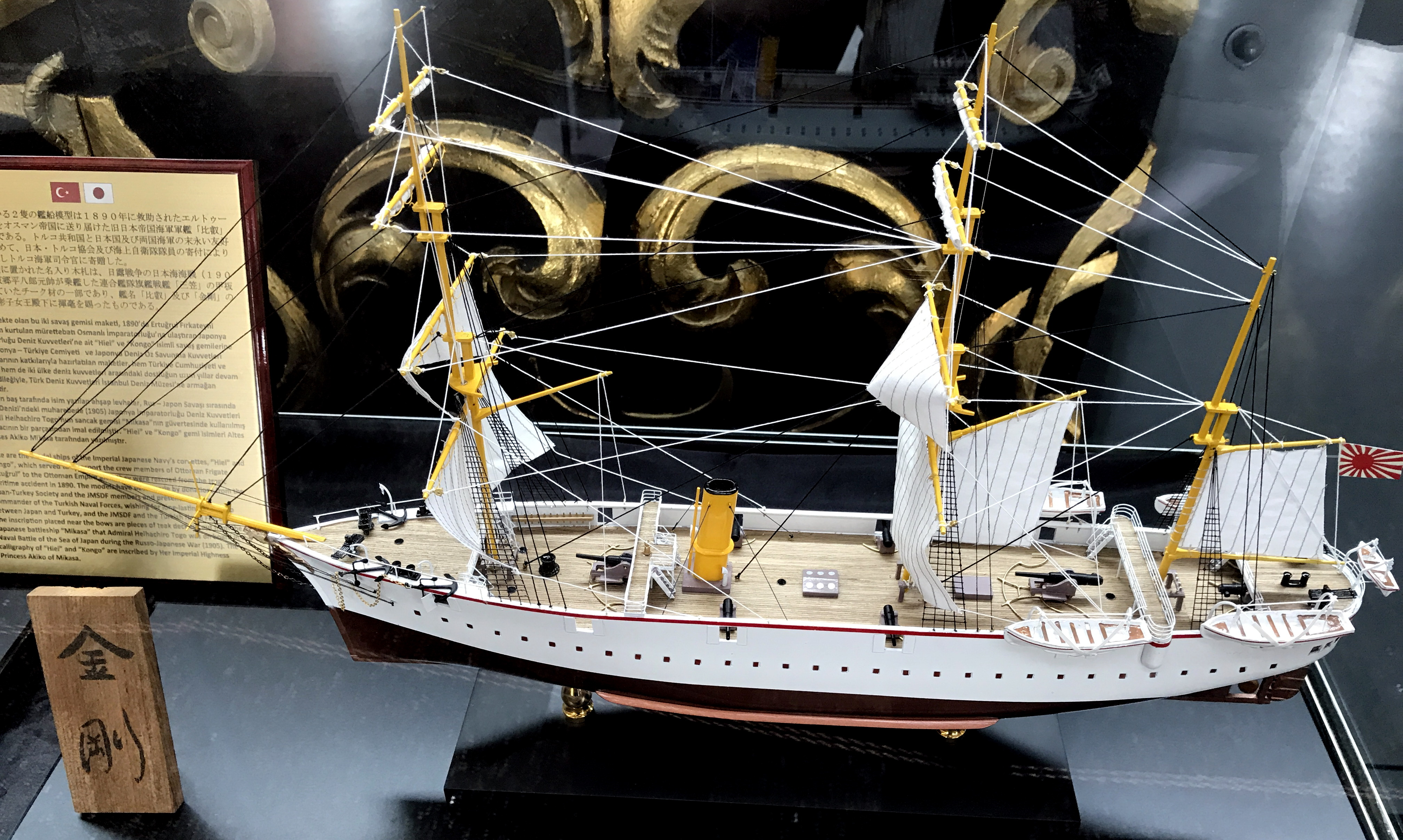
نموذج للفرقيطة المدرعة «كونغوو» التابعة للبحرية الإمبراطورية اليابانية. النموذج موجود بمتحف إسطنبول البحري بتركيا وهو هدية من الجمعية اليابانية-التركية وقوة الدفاع الذاتي البحرية اليابانية، تم تقديمه إلى قائد البحرية التركية في ذكرى إرجاع الناجين من تحطم الفرقاطة العثمانية أرطغرل باليابان وإيصالهم إلى إسطنبول على متن الفرقاطتين الشقيقتين «كونغوو» و «هي ياي».

## تصميم السفينة
قام المهندس المعماري البحري السير ادوارد ريد (بالإنجليزية: Edward Reed)‏  بتصميم الفرقيطة المدرعة «كونغوو» والفرقيطة المدرعة «هي ياي» لصالح البحرية الإمبراطورية اليابانية، وبنائهما في أحواض بناء السفن البريطانية حيث لم يكن هناك حوض بناء سفن ياباني قادر على بناء سفينة بهذا الحجم.

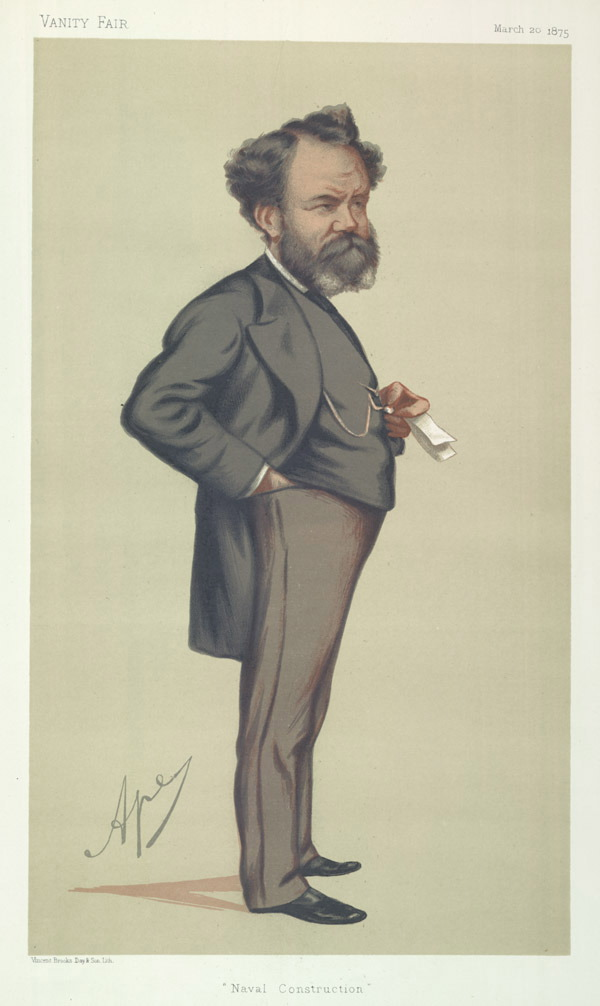
رسم كاريكاتوري للمهندس المعماري البحري السير ادوارد ريد Edward Reed الذي قام بتصميم الفرقيطتان المدرعتان اليابانيتان «هي ياي» و «كونغوو» لصالح البحرية الإمبراطورية اليابانية، واللتان تم بنائهما في أحواض بناء السفن البريطانية، ثم ابحارهما إلى اليابان.

## تاريخ السفينة
تذكر المصادر اليابانية أن تاريخ وضع العارضة الرئيسية (بالإنجليزية: Keel)‏ لبدء بناء السفينة الجديدة «كونغوو» (والذي هو أول عمل يتم في إنشاء السفن) كان في 24 سبتمبر 1875، وهو نفس تاريخ منح العقد للشركة الإنجليزية لبناء السفينة. ولكن المؤرخ هانز لانجيرير لا يرجح هذا التاريخ بحجة أنه لا يوجد أي حوض لبناء السفن سيأمر بما يكفي من المواد لبدء البناء بدون استلام نقد مقدما.

### التدشين
دُشنت الفرقيطة «كونغوو» في 17 أبريل 1877؛ وقطعت زوجة سكرتير في مكتب التمثيل الدبلوماسي الياباني (كان مكتب التمثيل الدبلوماسي أقل من السفارة) حبل إبقاء السفينة بمطرقة وإزميل  كي تنزل إلى الماء لأول مرة، وتم إكمال بناء السفينة في يناير 1878.

### الوصول إلى اليابان
أبحرت «كونغوو» إلى اليابان في 18 فبراير 1878 تحت قيادة قائد بريطاني ومع طاقم بريطاني لأن البحرية الإمبراطورية اليابانية لم تكن مستعدة بعد لهذه الرحلة الطويلة.
وصلت «كونغوو» إلى يوكوهاما في 26 أبريل، وتم تصنيفها كسفينة حربية من الدرجة الثالثة في 4 مايو. وفي 10 يوليو.

### الاحتفالات
أقيم احتفال رسمي في يوكوهاما لاستلام السفينة حضره الإمبراطور ميجي وكثير من كبار المسؤولين الحكوميين. وافتتحت السفينة جولات للنبلاء وعائلاتهم (كازوكو) والضيوف المدعوين لمدة ثلاثة أيام بعد الاحتفال. وفي 14 يوليو، سُمح للجمهور بجولة في السفينة لمدة أسبوع.
استضاف «كونغوو»  دوق جنوة عندما زار اليابان في أواخر عام 1879.

### العمل
تم تعيين السفينة للعمل مع «الأسطول الثابت» الصغير (أحد تشكيلات البحرية اليابانية آنذاك) في عام 1885، وقامت بزيارات إلى بورت آرثر (اسمها حاليا ميناء لوشونكو في الصين) وشيفو (اسمها حاليا «يانتاي») في الصين وإنتشون في كوريا في العام التالي.
أصبحت سفينة تدريب في عام 1887 لمنطقة كور البحرية.
أبحرت «كونغوو» مع شقيقتها الفرقيطة "هي ياي" من شيناغاوا في طوكيو في 13 أغسطس 1889 في رحلة تدريبية إلى البحر المتوسط مع طلاب من الأكاديمية البحرية اليابانية الإمبراطورية، وعادت في 2 فبراير 1890.

### رحلةاسطنبوللإرجاع الناجين من تحطمالفرقاطة العثمانية "أرطغرل"
في 5 أكتوبر 1890 غادرت الفرقيطتان الشقيقتان «هي ياي» و«كونغوو» ميناء شيناغاوا متجهتين إلى ميناء كوبه الياباني لاستقبال 69 من الناجين من الفرقاطة العثمانية أرطغرل التي تحطمت على الساحل الياباني، ونقلهم إلى وطنهم في اسطنبول، بتركيا ، فوصلتا في 2 يناير 1891، واستقبل السلطان العثماني عبد الحميد الثاني ضباط السفينتين لشكرهم، ومنحهم الهدايا والنياشين.

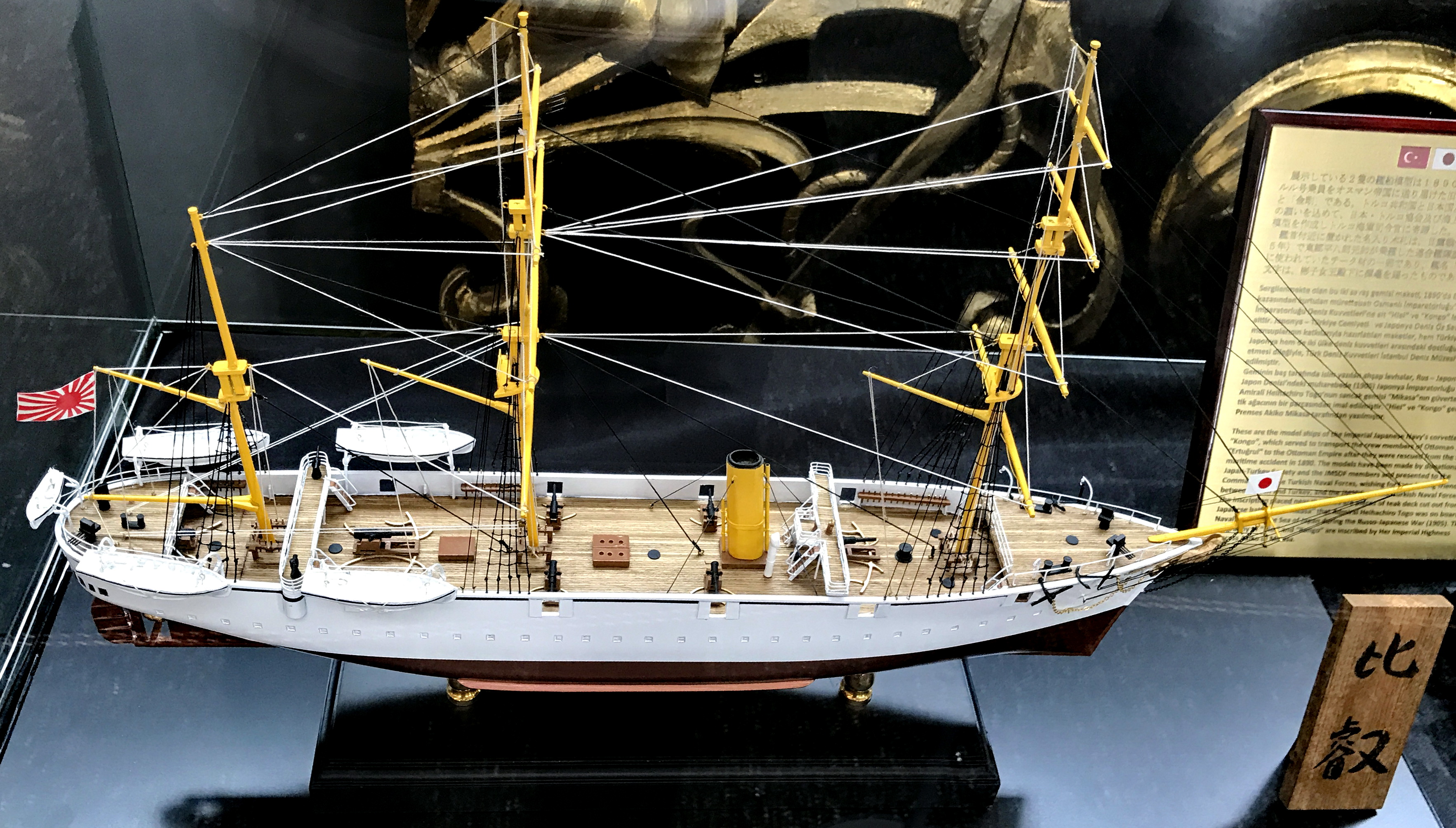
نموذج للفرقيطة المدرعة اليابانية «هي ياي» شقيقة الفرقيطة «كونغوو»، موجودة بمتحف إسطنبول البحري بتركيا.

حملت السفن أيضا فصلاً دراسياً من طلاب البحرية في هذه المهمة. وفي رحلة العودة، قامت الفرقيطتان بالوقوف في ميناء بيرايوس حيث زارهما الملك جورج الأول ملك اليونان وابنه ولي العهد قسطنطين الأول.

وبعد توقفهما في الإسكندرية وبور سعيد وعدن وكولمبو وسنغافورة وهونغ كونغ، وصلت السفينتان الشقيقتان إلى شيناغاوا في 10 مايو حيث استأنفت «كونغوو» مهامها التدريبية .

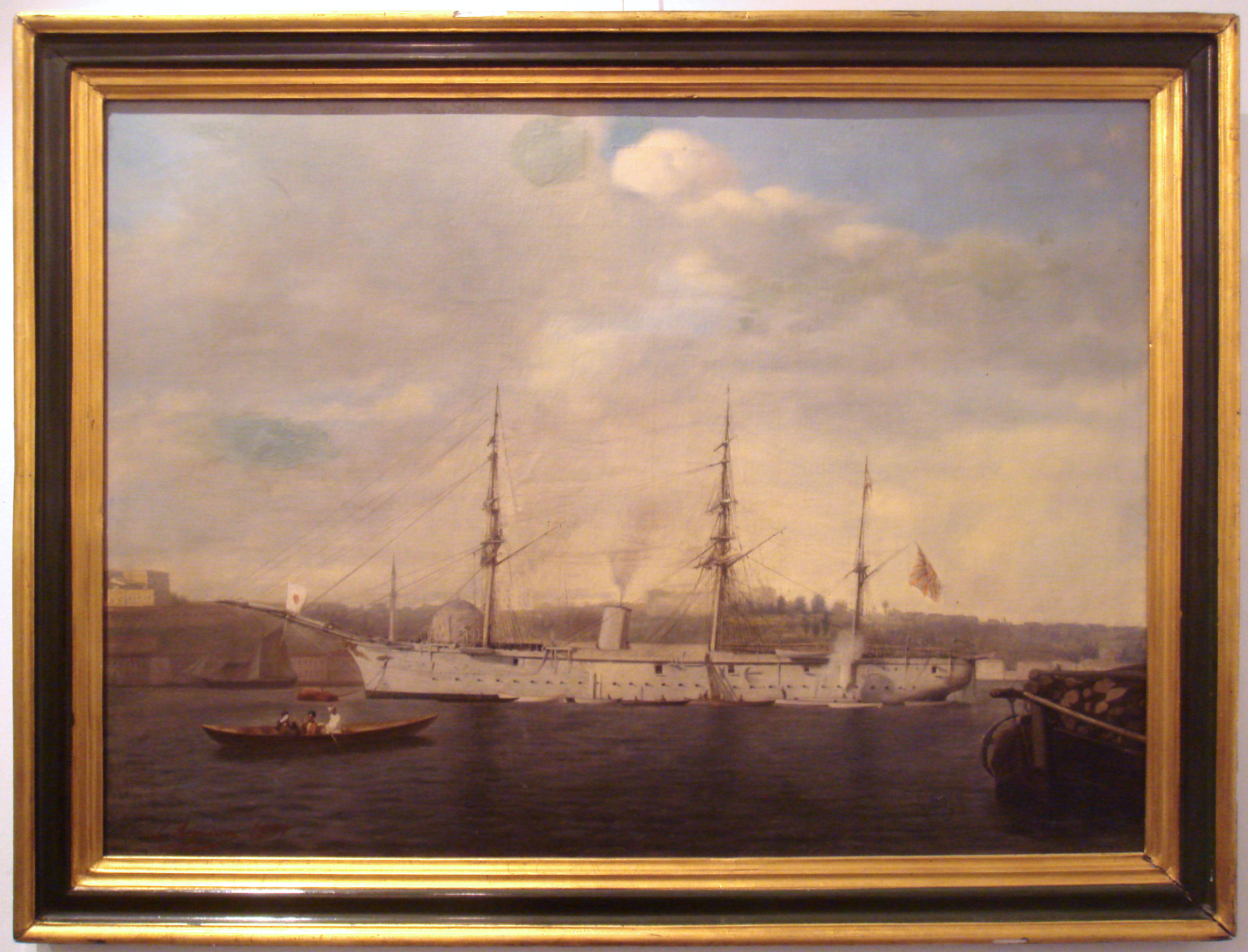
الفرقيطة المدرعة اليابانية «كونغوو» في اسطنبول، 1891، رسم لويجي أكارون (1800-1896).

### رحلةفانكوفروسان فرانسيسكووهونولولو

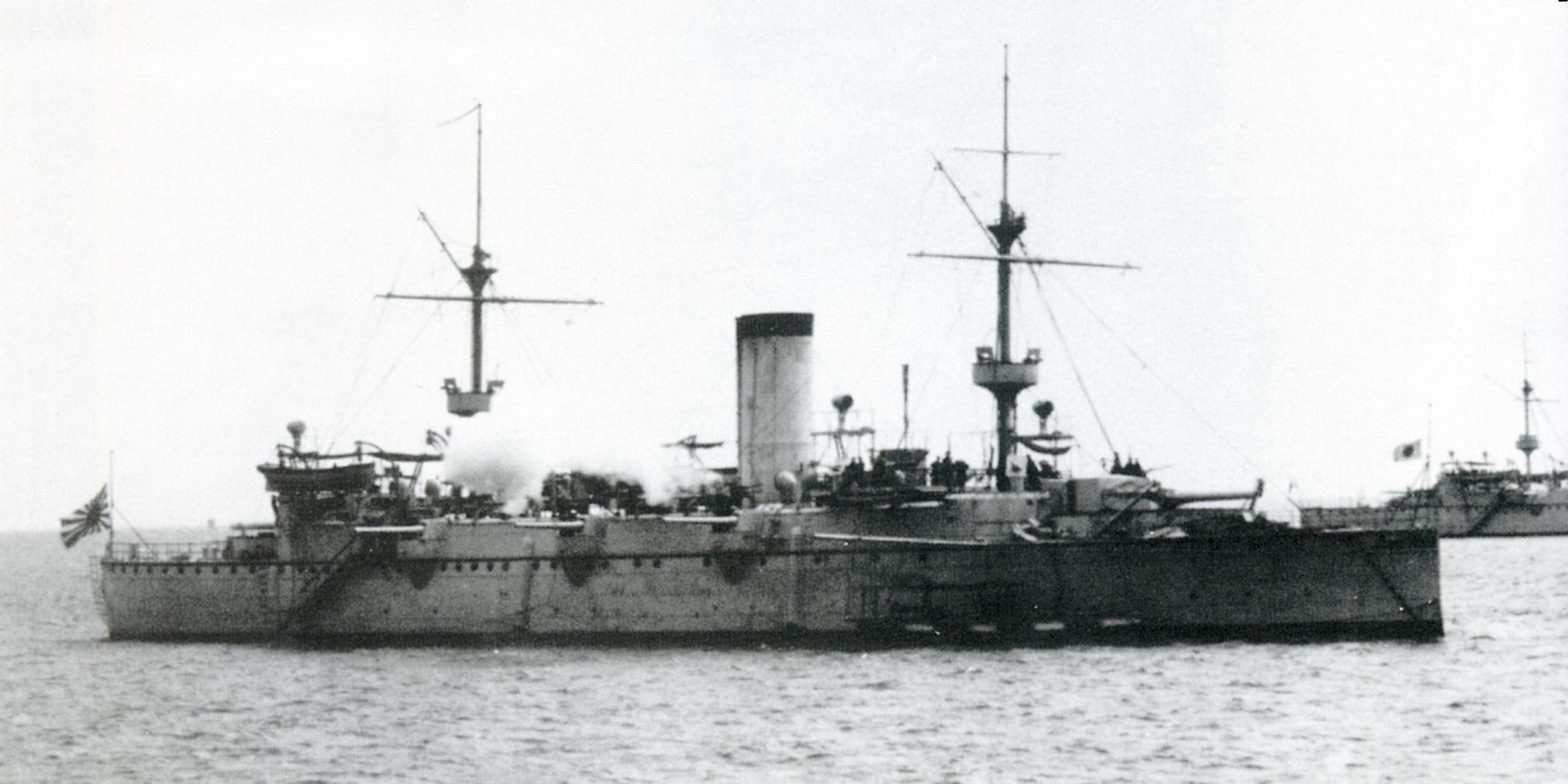
الطراد الياباني "نانيوا" (浪速) يطلق تحية مدفعية في ميناء كوبه الياباني عام 1887.

بدأت «كونغوو» رحلة بحرية أخرى في 24 سبتمبر 1892 وزارت فانكوفر وسان فرانسيسكو.

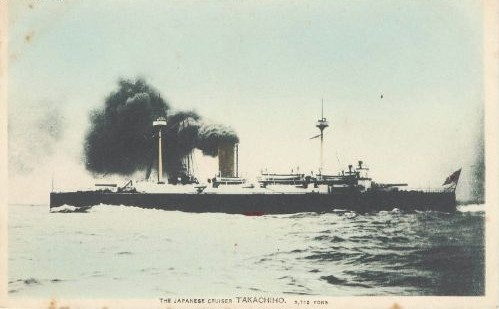
الطراد الياباني "تاكاتشيهو" (高千穂).

في رحلة عودتها توقفت في هونولولو أثناء ثورة هاواي عام 1893. وعلى الرغم من أنها لم تلعب دورا في ثورة هاواي، إلا أنها بقيت هناك لحماية المصالح اليابانية حتى حل محلها الطراد الياباني نانيوا (浪速) ، فواصلت رحلة العودة ووصلت إلى اليابان في 22 أبريل.
بدأت «كونغوو» رحلة بحرية أخرى لطلبة الكلية البحرية في 19 أبريل 1894، ولكن لدى وصولها إلى هونولولو، نقلت طلابها إلى الطراد تاكاتشيهو في 16 يونيو، الذي أنهى عمله كسفينة دورية. كانت مهمة «كونغوو» هناك قصيرة حيث تم استدعاءها إلى الوطن يوم 5 يوليو بسبب تصاعد التوتر قبل الحرب الصينية اليابانية الأولى.

### الحرب الصينية اليابانية الأولى
لم تشارك «كونغوو» في معركة نهر يالو في سبتمبر، لكنها حضرت معركة ويهاي في يناير / فبراير 1895  مع شقيقتها الفرقيطة المدرعة "هي ياي".

### مهامها بعد الحرب
بعد الحرب، قامت «كونغوو» و"هي ياي" بالتناوب بعمل الرحلات التدريبية السنوية للمهندسين، حيث قامت «كونغوو» بجولة بحرية 1896 إلى الصين وجنوب شرق آسيا في الفترة من 11 أبريل إلى 16 سبتمبر ورحلة 1879 إلى أستراليا في الفترة من 17 مارس إلى 16 سبتمبر. خلال الرحلة الأخيرة، في 21 مارس 1898، أعيد تعيينها كسفينة دفاع ساحلي من الدرجة الثالثة، مع احتفاظها بواجباتها التدريبية.
قامت «كونغوو» برحلة بحرية عام 1900 إلى مانيلا وهونج كونج وأستراليا في الفترة من 21 فبراير إلى 30 يوليو.
سافرت كل من الفرقيطتين «كونغوو» و"هي ياي" عام 1902، في رحلتهما الأخيرة، إلى مانيلا وأستراليا في الفترة من 19 فبراير إلى 25 أغسطس.

### الحرب الروسية اليابانية
لعبت «كونغوو» دورا طفيفا في الحرب الروسية اليابانية قبل أن يعاد تصنيفها كسفينة مسح في عام 1906.

### التقاعد
رُفعت «كونغوو» من قائمة البحرية اليابانية في 20 يوليو 1909 وبيعت في 20 مايو 1910 للخردة.

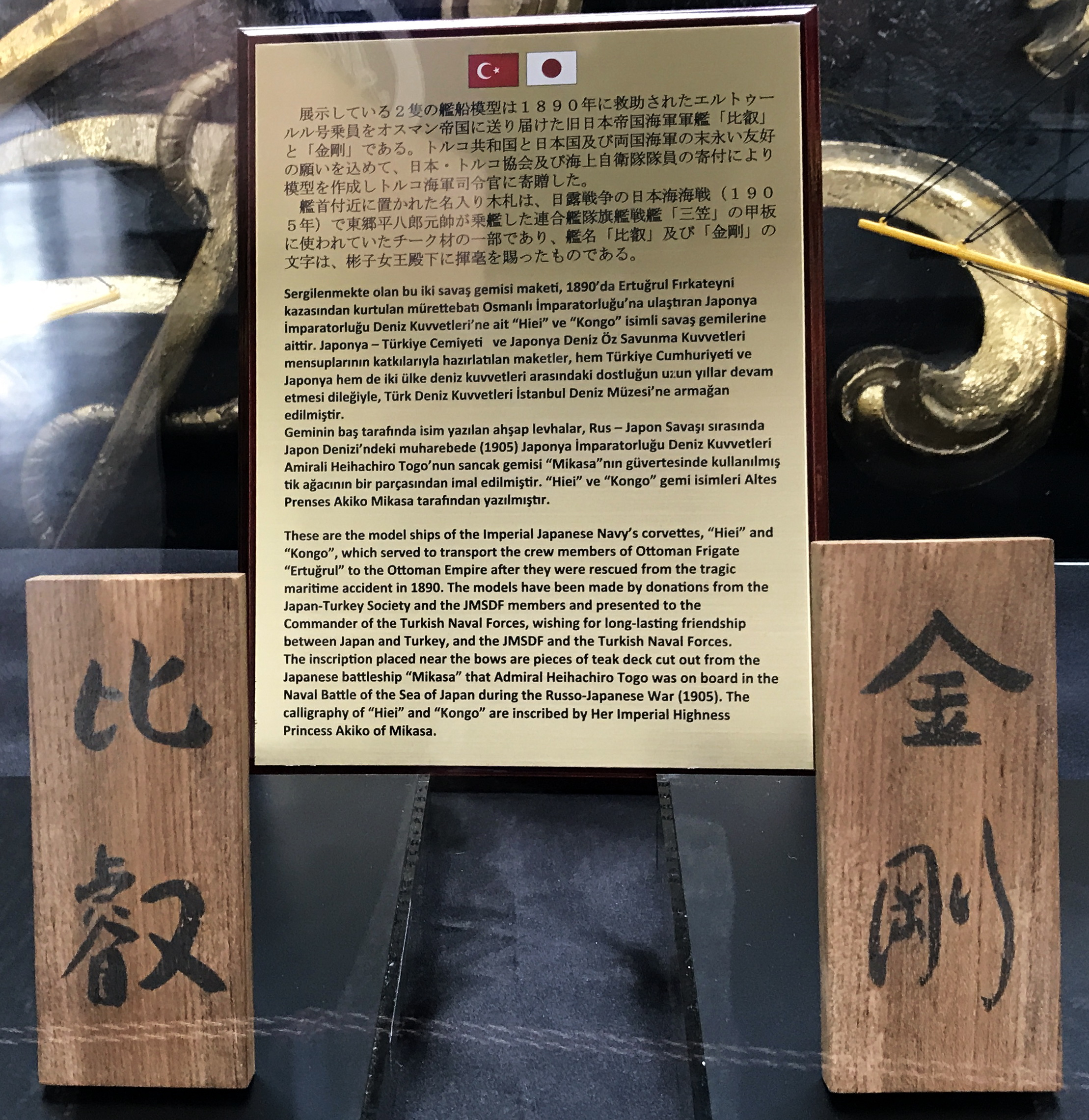
لوحة بمتحف اسطنبول البحري بتركيا، موجودة بين نموذجين للفرقيطتين المدرعتين «كونغوو» و«هي ياي» التابعتين للبحرية الإمبراطورية اليابانية.
قدمت الجمعية اليابانية-التركية وقوة الدفاع الذاتي البحرية اليابانية النموذجين كهدية إلى قائد البحرية التركية في ذكرى إرجاع الناجين من تحطم الفرقاطة العثمانية أرطغرل باليابان وإيصالهم إلى إسطنبول على متن الفرقاطتين الشقيقتين «كونغوو» و«هي ياي» سنة 1891.